# De Re Militari
«De re militari» respon a una expressió llatina que significa «de la cosa militar», que ha estat escollida al llarg de la història per donar nom a diverses obres literàries.

## Llibres
És el títol del més cèlebre tractat de tàctica i estratègia d'Occident fins al segle xviii, que va ser escrit per Flavi Renat Vegeci a finals de la dècada de 380 i el títol complet és Epitome Rei Militaris.
Cap 1462, Roberto Valturio dona el nom De Re militari a un altre tractat militar. L'original es conserva a la Biblioteca Vaticana. Hi ha una traducció disponible en anglès de tot el llibre, i una altra edició en llatí apareguda el 1535 que conté il·lustracions.
També és el nom d'un capítol de l'obra de Thomas More Utopia, escrita el 1516.
El 1519 o 1520, Nicolau Maquiavel va anomenar a la seva sèrie de discursos amb aquest nom al recopilar-los i editar-los, encara que després els canviaria el nom per L'art de la guerra.
Posteriorment, el capità Diego de Salazar va compondre un altre volum amb el mateix títol cap a l'any 1535. N'hi ha una còpia a l'Arxiu General de Simancas, a Valladolid, Espanya.